# Riemannintegratie

Integraal als oppervlakte onder een functielijn

De riemannintegratie is een methode binnen de integraalrekening, die door de Duitse wiskundige Bernhard Riemann is ontwikkeld om op een interval de oppervlakte onder de grafiek van een functie te berekenen. De oppervlakte is de riemannintegraal van die functie over een gegeven interval.
De riemannintegraal is voor veel theoretische doeleinden ongeschikt. De integraal van een groot aantal functies kan met behulp van de hoofdstelling van de integraalrekening of door numerieke integratie worden bepaald. Sommige van de technische onvolkomenheden van riemannintegratie worden weggenomen door de Riemann-Stieltjes-integraal en bijna alle door de Lebesgue-integraal.

## Principe

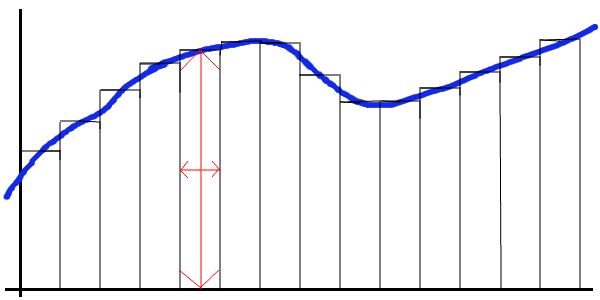
Riemannsom

Stel dat we voor een functie {\displaystyle f,} die we voor het gemak niet-negatief nemen, de oppervlakte onder de grafiek willen uitrekenen boven een interval {\displaystyle [a,b]} in het domein. Riemann bedacht de volgende methode om deze oppervlakte te benaderen:
- verdeel het interval {\displaystyle [a,b]} in een eindig aantal, zeg {\displaystyle n}, deelintervallen,
- noem de lengte van het {\displaystyle i}-de deelinterval {\displaystyle \Delta _{ni}},
- kies een punt {\displaystyle x_{i}} in het {\displaystyle i}-de deelinterval,

dan wordt de gevraagde oppervlakte benaderd door de som van de te berekenen oppervlakten van de rechthoeken boven de deelintervallen met hoogten {\displaystyle f(x_{i})}. Deze som, de riemannsom, is:
{\displaystyle \sum _{i=1}^{n}f(x_{i})\Delta _{ni}}

Volgorde van riemannsommen. Het getal in de rechterbovenhoek van de afbeelding is de som van de oppervlaktes van alle grijze rechthoeken. Deze som convergeert naar de integraal van de functie.

Door de verdeling in deelintervallen te verfijnen, dat wil zeggen door elk deelinterval weer verder te verdelen in een eindig aantal deelintervallen, ontstaat een betere benadering verkregen. Bij steeds verdere verfijning, waarbij de lengte van het grootste deelinterval naar 0 gaat, zullen voor sommige functies de bijbehorende riemannsommen convergeren. Dergelijke functies heten riemannintegreerbaar en de limiet van de riemannsommen is de gevraagde integraal, genoteerd als:
{\displaystyle \int _{a}^{b}\!f}
of als 
{\displaystyle \int _{a}^{b}\!f(x)\mathrm {d} x}

## Definitie
Voor de definitie van de riemannintegraal zijn enkele begrippen nodig.
Een verdeling van het interval {\displaystyle [a,b]} is een eindige rij getallen van de vorm:
{\displaystyle a=x_{0}<x_{1}<x_{2}<\cdots <x_{n}=b}
Elk interval {\displaystyle [x_{i-1},x_{i}]} heet een deelinterval van de verdeling. De maas van de verdeling is de lengte van het grootste deelinterval.
Een gelabelde verdeling {\displaystyle V} van {\displaystyle [a,b]} is een verdeling, waarbij in ieder deelinterval {\displaystyle [x_{i-1},x_{i}]} een punt {\displaystyle t_{i}} is gekozen.
Een gelabelde verdeling {\displaystyle V'} heet een verfijning van de verdeling {\displaystyle V} als alle deelpunten {\displaystyle x_{i}} van {\displaystyle V} ook deelpunten van {\displaystyle V'} zijn en alle labels {\displaystyle t_{i}} van {\displaystyle V} ook labels van {\displaystyle V'} zijn.
De riemannsom of riemannintegraal van een reële functie {\displaystyle f} gedefinieerd op het interval {\displaystyle [a,b]}, met betrekking tot de gelabelde verdeling {\displaystyle V} van {\displaystyle [a,b]} met deelpunten {\displaystyle x_{0},\ldots ,x_{n}} en labels {\displaystyle t_{1},\ldots ,t_{n}} is:
{\displaystyle S(f,V)=\sum _{i=1}^{n}f(t_{i})(x_{i}-x_{i-1})}
Wanneer de integraal van een functie is berekend en de waarde {\displaystyle R} blijkt te hebben, betekent dit dat de riemannsom van deze functie, waarin de maas van deze verfijning in de limiet naar nul gaat, {\displaystyle R} is.

## Darbouxintegraal
Een definitie die veel op de riemannsom lijkt is de darbouxintegraal, genoemd naar de Franse wiskundige Gaston Darboux, aan wie deze aanpak meestal wordt toegeschreven. In plaats van riemannsommen gedefinieerd aan de hand van willekeurige punten uit de deelintervallen, wordt het oppervlak boven een deelinterval ingesloten tussen rechthoeken met hoogten gelijk aan het maximum en het minimum van de functie op een deelinterval berekend.
De darbouxintegraal is equivalent aan de riemannintegraal, dat wil zeggen dat een functie die darbouxintegreerbaar is, ook riemannintegreerbaar is, en omgekeerd, en dat de darbouxintegraal gelijk is aan de riemannintegraal.

## Hoofdstelling
Als {\displaystyle f} de afgeleide is van de functie {\displaystyle F}, kan volgens de hoofdstelling van de integraalrekening, de integraal van {\displaystyle f} over het interval {\displaystyle [a,b]} worden geschreven als:
{\displaystyle \int _{a}^{b}f(x)\ \mathrm {d} x=F(b)-F(a)}.
Merk op dat het zo dus ook mogelijk is een waardeverandering van de primitieve functie {\displaystyle F} te benaderen op het interval {\displaystyle [a,b],} zelfs als {\displaystyle F} zelf niet expliciet uit {\displaystyle f} kan worden bepaald.

## Overige
Het symbool {\displaystyle \scriptstyle \int } waarmee een integraal wordt aangeduid, is door de Duitse wiskundige Gottfried Wilhelm Leibniz geïntroduceerd tegen het eind van 17de eeuw, is gebaseerd op de lange s ſ en werd gekozen omdat de integraal een limiet is van sommen.